# John Bowen (pirata)
John Bowen (Bermuda, ... – Isole Mascarene, 1704) è stato un pirata bermudiano di origine creola, attivo durante l'età d'oro della pirateria.
Durante i quattro anni di attività, Bowen si impossessò di circa 170000 £ in merci e monete.

## Biografia
Nato alle Bermuda, Bowen si trasferì in seguito nella colonia della Carolina, dove si imbarcò su una nave inglese, prestando servizio come sottufficiale. Tuttavia, la nave di Bowen fu attaccata e lui catturato dai pirati francesi. I pirati attraversarono l'Oceano Atlantico, diretti in Madagascar, ma la nave si incagliò vicino a Elesa, a sud dell'isola, qui Bowen e gli altri prigionieri inglesi riuscirono a scappare dopo aver preso il controllo della scialuppa della nave. Percorsero 15 leghe fino a St. Augustine, dove Bowen restò per i successivi 18 mesi prima di decidere di diventare lui stesso un pirata. Si unì all'equipaggio del Capitano Read, venendo nominato maestro di vela.
Dopo la cattura da parte di Read di una grande nave indiana, Bowen tornò in Madagascar e si unì all'equipaggio di George Booth. Nell'aprile 1699 Booth conquistò un'ex nave negriera da 450 tonnellate e da 50 cannoni, la Speaker. Bowen prestò servizio sotto il comando di Booth fino al 1700, quando quest'ultimo fu ucciso dagli arabi a Zanzibar durante i negoziati per il rifornimento della sua nave.

### Capitano dellaSpeaker
Bowen inizialmente ebbe successo. Attaccò una flotta di 13 navi moresche e, sebbene alcune di loro fuggirono, si appropriò di circa  100000 £. In seguito, nel novembre 1701 Bowen attaccò un certo numero di navi, tra cui un'imbarcazione inglese delle East Indiaman comandata dal capitano Conway, al largo della costa del Malabar. Nonostante questi attacchi, Bowen riuscì a continuare a commerciare nei porti locali: dopo il suo attacco all'East Indiaman, Bowen rimorchiò la nave conquistata nel vicino porto di Callicoon e la vendette a dei mercanti locali.
La Speaker venne abbandonata alla fine del 1701 quando, durante un viaggio in Madagascar, si incagliò nella barriera corallina di St. Thomas al largo di Mauritius. Tuttavia, Bowen e la maggior parte dell'equipaggio riuscirono a raggiungere la riva. Dopo tre mesi sull'isola, riuscirono ad acquistare uno sloop e, dopo averlo convertito in un brigantino (poi ribattezzato Content), lui e il suo equipaggio se ne andarono e, giunti in Madagascar fondarono una città.

### Capitano delloSpeedy Return
All'inizio del 1702, Bowen e un certo numero di pirati si impadronirono dello Speedy Return, comandato dal capitano Drummond, così come della Brigantine Content (Continent secondo alcune fonti), entrambi di proprietà della Company of Scotland, che Drummond aveva pianificato di riempire di schiavi dall'Île Sainte-Marie. La Speedy Return fu trasformata in una nave commerciale. Quest'ultima e la Content lasciarono Maratan insieme, ma la prima notte del viaggio, la Content si incagliò. Ignaro di ciò, Bowen salpò per le Isole Mascarene, dove si aspettava di trovare la Rook Galley, poiché la nave era stata avvistata lì in precedenza da ex membri dell'equipaggio di Drummond, ma al suo arrivo la nave non c'era più e così Bowen decise di salpare per Mauritius per cercarla. Ancora incapace di trovare la nave, Bowen salpò per Augustin Bay, dove incrociò la Content. Dopo un controllo diede fuoco alla nave e fece salire l'equipaggio a bordo della Speedy Return.
Alla fine del 1702 Bowen incontrò nuovamente Thomas Howard, il quale, dopo aver lasciato l'equipaggio di Bowen in Madagascar in seguito alla perdita dello Speaker, aveva preso, insieme a un gruppo di pirati, il Prosperous da 36 cannoni, al porto di Mayotta. Entro Natale, Bowen e Howard decisero di unire le loro forze. Nel marzo 1703 Bowen fece sbandare lo Speedy Return e fu solo nell'agosto del 1703 che insieme attaccarono e saccheggiarono l'East Indiaman Pembroke vicino all'isola di Anjouan, una delle isole delle Comore. Bowen e Howard attaccarono quindi due navi indiane nel Mar Rosso, catturando la più grande e ribattezzandola in Defiant.
Thomas Green e il suo equipaggio furono accusati di pirateria da una corte scozzese, e sospettati in parte di aver saccheggiato la Speedy Return e di averne ucciso il suo capitano Robert Drummond. Nonostante due sopravvissuti all'attacco di Bowen testimoniassero che Green non era coinvolto, lui e due dei suoi ufficiali vennero giustiziati nel 1705.

### Ritorno a Rajapura e morte
In seguito la Speedy Return e la Prosperous vennero bruciate in quanto non più utilizzabili, e Bowen prese il comando della Defiant. Bowen morì nel 1704 a causa di una malattia intestinale non specificata e venne sepolto a La Riunione.

## Nella cultura di massa
La carriera di Bowen come pirata è stata successivamente descritta dal capitano Charles Johnson - comunemente ritenuto uno pseudonimo di Daniel Defoe - in Storia generale dei pirati.